# Contrescarpe

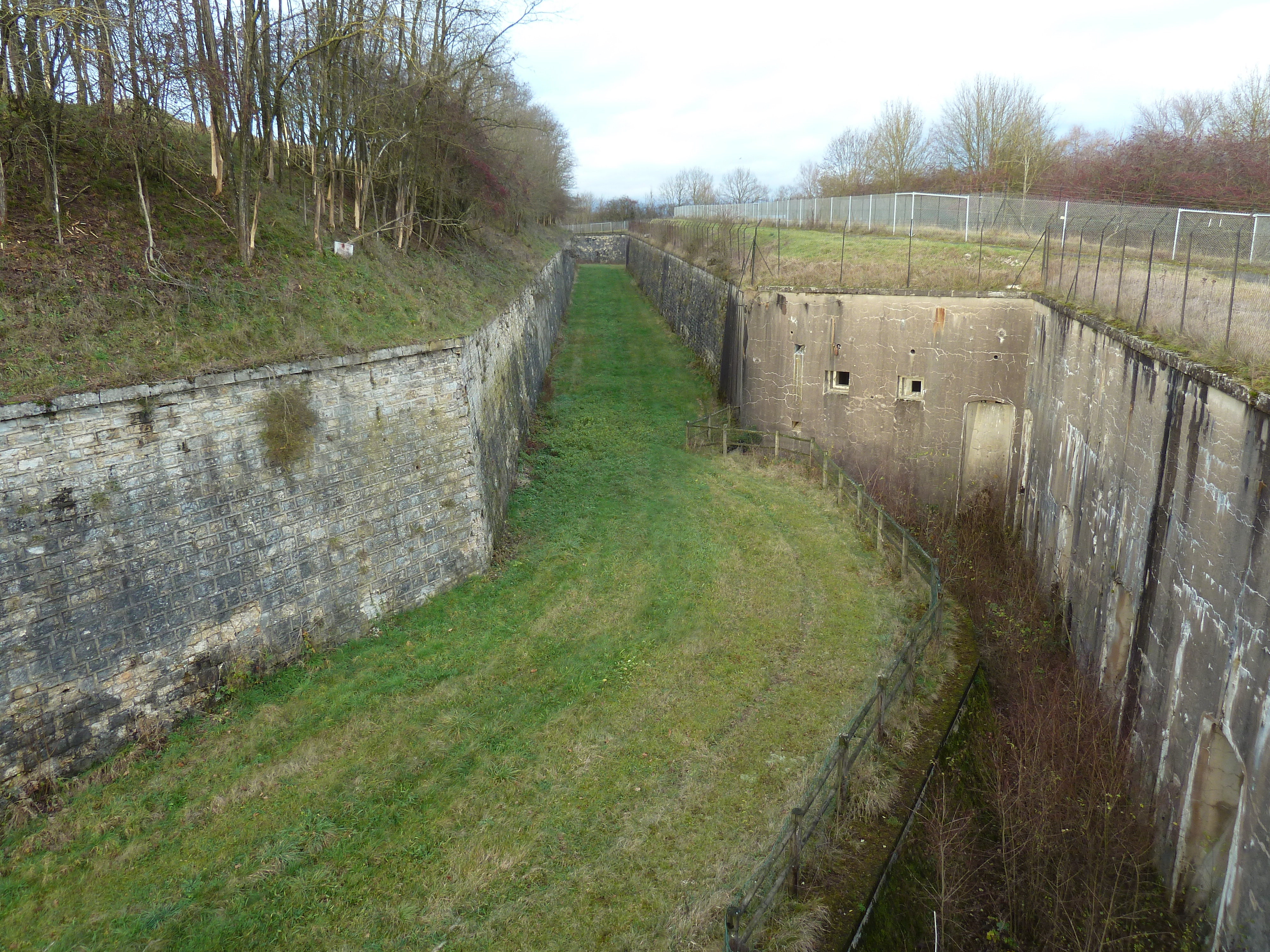
Hauptgraben des Fort de Vézelois, rechts die Contrescarpe mit dem gedeckten Weg auf der Mauerkrone (das Glacis beginnt dort, wo der weiße Zaun steht), gegenüber die Escarpenmauer

Die Contrescarpe (andere Schreibweise: Kontrescarpe oder Contreescarpe) ist die äußere Mauer (bzw. Böschung) des Hauptgrabens um eine Festung. Die gegenüberliegende (innere) Grabenmauer (bzw. Böschung) heißt dagegen Escarpe.

## Gestaltung
Die Contrescarpe konnte entweder als Erdaufschüttung oder in Mauerwerk aufgeführt sein. Welches Material gewählt wurde, hatte meist mit den zur Verfügung stehenden Geldmitteln zu tun. In den moderneren Festungen wurden in der Contrescarpe Galerien und Kampfstände (Grabenstreichen) eingebaut. Auf der Contrescarpe lag der sogenannte Gedeckte Weg, ein Patrouillengang, der durch eine aufgeschüttete Böschung gegen direktes Feindfeuer geschützt war. Diese sanft abfallende Böschung wurde als Glacis bezeichnet. In den ausspringenden Winkeln der Bastionen waren auf der Contrescarpe oftmals Blockhäuser und Waffenplätze angelegt.